# San Javier de Loncomilla
San Javier is een gemeente in de Chileense provincie Linares in de regio Maule. San Javier telde 45.547 inwoners in 2017 en heeft een oppervlakte van 1313 km².
- Library of Congress Control Number: n97061648
- Nationale Bibliotheek van Israël: 987007542701505171
- Virtual International Authority File: 147922012